# Hada hampsoni
Hada hampsoni är en fjärilsart som beskrevs av Zoltan Varga 1974. Hada hampsoni ingår i släktet Hada och familjen nattflyn. Inga underarter finns listade i Catalogue of Life.